# Forest Whitaker
Forest Steven Whitaker III (sinh ngày 15 tháng 7 năm 1961) là một diễn viên, đạo diễn và nhà sản xuất người Mỹ.
Whitaker đã giành được danh tiếng về công việc nghiên cứu nhân vật chuyên sâu cho các bộ phim như Bird, The Crying Game, Platoon, Ghost Dog: The Way of the Samurai, The Great Debaters, The Butler và Arrival. Ông cũng đóng vai chính trong các bộ phim bom tấn như Rogue One: Câu chuyện về Chiến tranh giữa các vì sao với vai Saw Gerrera và Black Panther với vai Zuri.
Với vai diễn là nhà độc tài Uganda của Idi Amin trong bộ phim The Last King of Scotland, Whitaker đã đoạt Giải Oscar, Giải BAFTA, Giải Quả cầu vàng, giải thưởng của National Board of Review, giải Screen Actors Guild Award và các nhóm phê bình khác nhau cho giải thưởng diễn xuất.

## Tiểu sử
Whitaker sinh ngày 15 tháng 7 năm 1961, con trai của Laura Francis (nhũ danh Smith), một giáo viên giáo dục đặc biệt đã tự học ở trường đại học và kiếm được hai bằng thạc sĩ trong khi nuôi dạy con cái và Forest Steven Jr., nhân viên bán bảo hiểm. Mẹ của ông có tổ tiên là người Akan, trong khi cha ông là người gốc Igbo. Khi Whitaker bốn tuổi, gia đình ông chuyển đến Carson, California. Whitaker có hai anh em trai, Kenn (diễn viên), Damon, và một chị gái, Deborah. Vai diễn đầu tiên của ông trong vai trò diễn viên chính là người dẫn đầu trong chương trình Under Milk Wood của Dylan Thomas.

## Sự nghiệp
Ngoài các giải thưởng mà Whitaker giành được cho vai diễn trong The Last King of Scotland, ông cũng nhận được nhiều danh hiệu khác. Tháng 9 năm 2006, Liên hoan phim hàng năm lần thứ nhất đã giới thiệu ông với "Diễn viên Hollywood của năm", gọi ông là "một trong những diễn viên xuất sắc nhất của Hollywood". Ông được vinh dự tại Liên hoan phim Quốc tế Santa Barbara 2007, nơi anh nhận giải thưởng American Riviera.
Trước đây, năm 2005, Liên hoan phim Mỹ Deauville (Pháp) đã vinh danh ông. Vào ngày 16 tháng 4 năm 2007, Whitaker là người nhận ngôi sao thứ 2,335 trên Đại lộ Danh vọng của Hollywood vì những đóng góp của ông cho ngành công nghiệp phim ảnh tại đại lộ Hollywood Boulevard 6801.

## Đời sống cá nhân
Năm 1996, Whitaker kết hôn với nữ diễn viên Keisha Nash, người mà ông gặp trên bộ Blown Away. Họ có bốn người con: ba con gái Sonnet, True, Autumn và con trai, Ocean từ mối quan hệ trước đây của họ.
Vết mắt trái của Whitaker được nhiều nhà phê bình gọi là "hấp dẫn" và cho anh ta "một cái nhìn lười biếng, chiêm ngắm". Whitaker đã giải thích rằng tình trạng này là di truyền và ông đã xem xét có phẫu thuật để điều chỉnh nó, không vì lý do mỹ phẩm nhưng vì nó ảnh hưởng đến tầm nhìn của ông.

## Phim ảnh

### Phim
| Năm  | Tiêu đề                           | Vai diễn                           | Chú thích |
| ---- | --------------------------------- | ---------------------------------- | --- |
| 1982 | Tag: The Assassination Game       | Gowdy's Bodyguard                  | |
| 1982 | Fast Times at Ridgemont High      | Charles Jefferson                  | |
| 1985 | Vision Quest                      | Balldozer                          | |
| 1985 | North and South                   | Cuffey                             | |
| 1986 | The Color of Money                | Amos                               | |
| 1986 | North and South, Book II          | Cuffey                             | |
| 1986 | Platoon                           | Big Harold                         | |
| 1987 | Stakeout                          | Jack Pismo                         | |
| 1987 | Good Morning, Vietnam             | Edward Garlick                     | |
| 1988 | Bird                              | Charlie "Bird" Parker, Jr.         | Cannes Film Festival Award for Best Actor Đề cử – Golden Globe Award for Best Actor in a Motion Picture – Drama |
| 1988 | Bloodsport                        | Rawlins                            | |
| 1989 | Johnny Handsome                   | Dr. Steven Fisher                  | |
| 1990 | Downtown                          | Dennis Curren                      | |
| 1991 | Diary of a Hitman                 | Dekker                             | |
| 1991 | A Rage in Harlem                  | Jackson                            | |
| 1992 | Article 99                        | Dr. Sid Handleman                  | |
| 1992 | The Crying Game                   | Jody                               | |
| 1992 | Consenting Adults                 | David Duttonville                  | |
| 1993 | Bank Robber                       | Officer Battle                     | |
| 1993 | Body Snatchers                    | Major Collins                      | |
| 1994 | Blown Away                        | Anthony Franklin                   | |
| 1994 | Prêt-à-Porter                     | Cy Bianco                          | National Board of Review Award for Best Cast |
| 1994 | Jason's Lyric                     | Maddog                             | |
| 1995 | Species                           | Dan Smithson, Empath               | |
| 1995 | Smoke                             | Cyrus Cole                         | |
| 1996 | Phenomenon                        | Nate Pope                          | Blockbuster Entertainment Award for Favorite Supporting Actor – Drama Đề cử – NAACP Image Award for Outstanding Supporting Actor in a Motion Picture |
| 1998 | Body Count                        | Crane                              | |
| 1999 | Ghost Dog: The Way of the Samurai | Ghost Dog                          | |
| 1999 | Light It Up                       | Officer Dante Jackson              | |
| 1999 | Witness Protection                | US Marshal Steven Beck             | |
| 2000 | Battlefield Earth                 | Ker                                | Đề cử – Golden Raspberry Award for Worst Supporting Actor |
| 2000 | Four Dogs Playing Poker           | Mr. Ellington                      | |
| 2001 | The Fourth Angel                  | Agent Jules Bernard                | |
| 2001 | The Hire: The Follow              | The Employer                       | Uncredited |
| 2001 | Green Dragon                      | Addie                              | |
| 2002 | Panic Room                        | Burnham                            | Đề cử – Black Reel Award for Best Supporting Actor |
| 2002 | Phone Booth                       | Captain Ed Ramey                   | Theatrical release was delayed due to the Beltway sniper attacks in October 2002 Đề cử – Black Reel Award for Best Supporting Actor Đề cử – NAACP Image Award for Outstanding Supporting Actor in a Motion Picture |
| 2004 | First Daughter                    | Narrator                           | Đồng thời làm đạo diễn |
| 2005 | A Little Trip to Heaven           | Abe Holt                           | |
| 2005 | American Gun                      | Carter                             | Đề cử – Independent Spirit Award for Best Male Lead |
| 2005 | Mary                              | Ted Younger                        | |
| 2006 | Even Money                        | Clyde Snow                         | |
| 2006 | The Marsh                         | Geoffrey Hunt                      | |
| 2006 | Everyone's Hero                   | Lonnie Brewster (voice)            | |
| 2006 | The Last King of Scotland         | Idi Amin                           | Academy Award for Best Actor African-American Film Critics Association Award for Best Actor BAFTA Award for Best Actor in a Leading Role BET Award for Best Actor Black Reel Award for Best Actor Boston Society of Film Critics Award for Best Actor Broadcast Film Critics Association Award for Best Actor Chicago Film Critics Association Award for Best Actor Dallas – Fort Worth Film Critics Association Award for Best Actor Florida Film Critics Circle Award for Best Actor Golden Globe Award for Best Actor in a Motion Picture – Drama Hollywood Film Award for Actor of the Year Kansas City Film Critics Circle Award for Best Actor Las Vegas Film Critics Society Award for Best Actor London Film Critics' Circle Award for Actor of the Year Los Angeles Film Critics Association Award for Best Actor NAACP Image Award for Outstanding Actor in a Motion Picture National Board of Review Award for Best Actor National Society of Film Critics Award for Best Actor New York Film Critics Circle Award for Best Actor Online Film Critics Society Award for Best Actor Phoenix Film Critics Society Award for Best Actor Satellite Award for Best Actor – Motion Picture Screen Actors Guild Award for Outstanding Performance by a Male Actor in a Leading Role Southeastern Film Critics Association Award for Best Actor Vancouver Film Critics Circle Award for Best Actor Washington D.C. Area Film Critics Association for Best Actor Đề cử – BIFA Award for Best Performance by an Actor in a British Independent Film Đề cử – Toronto Film Critics Association Award for Best Actor 2nd Place – Awards Circuit Community Award for Best Actor in a Leading Role |
| 2007 | The Air I Breathe                 | Happiness                          | |
| 2007 | Ripple Effect                     |                                    | |
| 2007 | The Great Debaters                | James L. Farmer, Sr.               | Đề cử – NAACP Image Award for Outstanding Supporting Actor in a Motion Picture |
| 2008 | Vantage Point                     | Howard Lewis                       | |
| 2008 | Street Kings                      | Capt. Jack Wander                  | |
| 2008 | Dragon Hunters                    | Lian Chu (voice – English version) | |
| 2008 | Winged Creatures                  | Charlie Archenault                 | |
| 2009 | Powder Blue                       | Charlie                            | Direct-to-video |
| 2009 | Where the Wild Things Are         | Ira (voice)                        | Đề cử – Black Reel Award for Best Voice Performance |
| 2009 | Hurricane Season                  | Al Collins                         | Direct-to-video |
| 2010 | Repo Men                          | Jake Freivald                      | |
| 2010 | Lullaby for Pi                    | George                             | |
| 2010 | My Own Love Song                  | Joey                               | |
| 2010 | The Experiment                    | Barris                             | Direct-to-video |
| 2010 | Our Family Wedding                | Bradford Boyd                      | |
| 2011 | Catch.44                          | Ronny                              | Direct-to-video |
| 2012 | Freelancers                       | Dennis LaRue                       | Direct-to-video |
| 2012 | A Dark Truth                      | Francisco Francis                  | Direct-to-video |
| 2012 | Ernest & Celestine                | Ernest (voice)                     | |
| 2013 | Fruitvale Station                 |                                    | Nhà sản xuất Đề cử – Acapulco Black Film Festival Award for Artist of the Year Đề cử – Acapulco Black Film Festival Award for Movie of the Year AFI Award for Movie of the Year |
| 2013 | The Last Stand                    | Agent John Bannister               | |
| 2013 | Zulu                              | Ali Sokhela                        | |
| 2013 | Pawn                              | Will                               | Direct-to-video |
| 2013 | Lee Daniels' The Butler           | Cecil Gaines                       | African-American Film Critics Association Award for Best Actor NAACP Image Award for Outstanding Actor in a Motion Picture AARP Movies for Grownups Award for Best Actor AARP Movies for Grownups Award for Best Grownup Love Story Đề cử – Acapulco Black Film Festival Award for Best Actor Đề cử – Acapulco Black Film Festival Award for Artist of the Year Đề cử – Acapulco Black Film Festival Award for Best Ensemble Cast Đề cử – Alliance of Women Film Journalists Award for Best Ensemble Cast Đề cử – BET Award for Best Actor Đề cử – Satellite Award for Best Actor – Motion Picture Đề cử – Screen Actors Guild Award for Outstanding Performance by a Male Actor in a Leading Role Đề cử – Screen Actors Guild Award for Outstanding Performance by a Cast in a Motion Picture |
| 2013 | Black Nativity                    | Reverend Cornell                   | Đề cử – Acapulco Black Film Festival Award for Artist of the Year Đề cử – Acapulco Black Film Festival Award for Best Ensemble Cast |
| 2013 | Out of the Furnace                | Wesley Barnes                      | Đề cử – Acapulco Black Film Festival Award for Artist of the Year |
| 2014 | Repentance                        | Angel Sanchez                      | |
| 2014 | Two Men in Town                   | William Garnett                    | |
| 2015 | Taken 3                           | Franck Dotzler                     | |
| 2015 | Dope                              | Narrator                           | Đồng thời là nhà sản xuất |
| 2015 | Southpaw                          | Titus "Tick" Wills                 | Đề cử – Indiana Film Journalist Association Award for Best Supporting Actor Đề cử – NAACP Image Award for Outstanding Supporting Actor in a Motion Picture |
| 2016 | Arrival                           | Colonel Weber                      | |
| 2016 | Rogue One: A Star Wars Story      | Saw Gerrera                        | |
| 2018 | Sorry to Bother You               |                                    | Nhà sản xuất |
| 2018 | Burden                            | Reverend Kennedy                   | |
| 2018 | Black Panther                     | Zuri                               | |
| 2018 | Finding Steve McQueen             | Howard Lambert                     | In post-production |
| 2018 | LAbyrinth                         | Jack Jackson                       | In post-production |
| 2018 | How It Ends                       | Tom                                | In post-production |

| Năm  | Tiêu đề           | Chú thích                                                                                               |
| ---- | ----------------- | --- |
| 1993 | Strapped          | |
| 1995 | Waiting to Exhale | |
| 1998 | Hope Floats       | Đề cử – Acapulco Black Film Festival Award for Best Director Đề cử – Black Film Award for Best Director |
| 2004 | First Daughter    | |

### Chương trình truyền hình
| Năm        | Tiêu đề                                          | Vai diễn                      | Chú thích |
| ---------- | ------------------------------------------------ | ----------------------------- | --- |
| 1982       | Making the Grade                                 |                               | Episode: "Marriage David Style" |
| 1983       | Cagney & Lacey                                   | Night Manager                 | Episode: "The Grandest Jewel Thief of Them All" |
| 1984       | Trapper John, M.D.                               | Lewis Jordan                  | Episode: "School Nurse" |
| 1984       | Hill Street Blues                                | Floyd Green                   | Episode: "Blues for Mr. Green" |
| 1985       | Diff'rent Strokes                                | Herman                        | Episode: "Bully for Arnold" |
| 1985       | The Grand Baby                                   |                               | Phim truyền hình |
| 1985       | The Fall Guy                                     | Friend                        | Episode: "Spring Break" |
| 1986       | Amazing Stories                                  | Jerry                         | Episode: "Gather Ye Acorns" |
| 1987       | Hands of a Stranger                              | Sergeant Delaney              | Phim truyền hình |
| 1990       | Criminal Justice                                 | Jessie Williams               | Phim truyền hình Biarritz International Festival of Audiovisual Programming Award for Fiction: Actor |
| 1993       | Lush Life                                        | Buddy Chester                 | Phim truyền hình |
| 1993       | Last Light                                       | Fred Whitmore                 | Phim truyền hình Đề cử – Cable ACE Award for Actor in a Movie or Miniseries |
| 1994       | The Enemy Within                                 | Colonel MacKenzie 'Mac' Casey | Phim truyền hình Đề cử – Screen Actors Guild Award for Outstanding Performance by a Male Actor in a Miniseries or Television Movie |
| 1996       | Rebound: The Legend of Earl "The Goat" Manigault | Mr. Rucker                    | Phim truyền hình |
| 1999       | Witness Protection                               | Steven Beck                   | Phim truyền hình |
| 2001       | Feast of All Saints                              | Daguerreotypist Picard        | Phim truyền hình |
| 2002       | Door to Door                                     |                               | Phim truyền hình Primetime Emmy Award for Outstanding Made for Television Movie |
| 2003       | Deacons for Defense                              | Marcus Clay                   | Phim truyền hình Black Reel Award for Best Actor: T. V. Movie/Cable Đề cử – NAACP Image Award for Outstanding Actor in a Television Movie, Mini-Series or Dramatic Special Đề cử – Screen Actors Guild Award for Outstanding Performance by a Male Actor in a Miniseries or Television Movie |
| 2002– 2003 | The Twilight Zone                                | Host / Narrator               | 44 tập |
| 2006– 2007 | ER                                               | Curtis Ames                   | 6 tập Đề cử – Primetime Emmy Award for Outstanding Guest Actor in a Drama Series |
| 2006– 2007 | The Shield                                       | Lieutenant Jon Kavanaugh      | (Mùa 5 và 6) Đề cử – Satellite Award for Best Supporting Actor – Series, Miniseries or Television Film |
| 2007– 2009 | American Dad!                                    | Daniel Turlington             | 3 tập Lồng tiếng |
| 2010       | Criminal Minds                                   | Sam Cooper                    | Episode: "The Fight" |
| 2010       | Brick City                                       |                               | Phim truyền hình Executive producer Đề cử – Primetime Emmy Award for Exceptional Merit in Nonfiction Filmmaking |
| 2011       | Criminal Minds: Suspect Behavior                 | Sam Cooper                    | Vai chính; 13 tập phim |
| 2012       | Serving Life                                     | Narrator                      | Documentary; executive producer |
| 2013       | Africa                                           | Narrator                      | Series phim tài liệu |
| 2016       | Roots                                            | Henry (Fiddler)               | 4 tập |
| 2017       | Star Wars Rebels                                 | Saw Gerrera                   | Lồng tiếng |
| 2017       | Empire                                           | Eddie                         | Episode: "Full Circle" |